# Apicalia taiwanica
Espèce
Apicalia taiwanica est une espèce de mollusques gastéropodes marins de la famille des Eulimidae.